# Paul Hubschmid
Paul Hugo Hubschmid, född 20 juli 1917 i Aarau, Aargau, Schweiz, död 31 december 2001 i Berlin, Tyskland, schweizisk skådespelare som räknas som den förste stora stjärnan i Schweiz genom sin debut i 
"Skyttesoldat Wipf" 1938.

## Filmografi
- 1938 - Skyttesoldat Wipf
- 1939 - Maria Ilona
- 1953 - Panik in New York
- 1954 - Ungarische Rhapsodie
- 1991 - Jolly Joker